# Teorema di Shockley-Ramo
Il Teorema di Shockley-Ramo è uno strumento molto utile nell'elettronica nucleare che permette di calcolare facilmente i segnali di corrente elettrica indotta da una carica che si muove con una certa velocità vicino ad un elettrodo.
Il teorema è basato sul concetto di variazione istantanea delle linee di flusso del campo elettrico prodotte dalla carica, che arrivano all'elettrodo. Apparve per la prima volta sull'articolo di William Shockley "Currents to Conductors Induced by a Moving Point Charge", del 1938, e un anno dopo, nel 1939, nell'articolo di Simon Ramo "Currents Induced by Electron Motion".
Il teorema di Shockley-Ramo afferma che la corrente elettrica istantanea im indotta sull'm-esimo elettrodo in un sistema a più elettrodi è data da:
{\displaystyle i_{m}=-qv(t)E_{pm}}
dove
q è la carica della particella che si muove vicino all'elettrodo;
v(t) è la velocità della stessa;
Epm è detto "campo peso", ed è il campo elettrico ottenuto mettendo a 1 il potenziale dell'm-esimo elettrodo e a 0 il potenziale di tutti gli altri, nel vuoto.
Il segno negativo è scelto in base ad una convenzione, ovvero che il verso della corrente indotta sia uscente dall'elettrodo, cioè dall'elettrodo verso il cavo a cui è collegato.

## Applicazioni
Questo teorema trova notevole applicazione in tutti i tipi di rivelatori di radiazione, solidi (a semiconduttore o a cristallo), liquidi e gassosi, e vale per ogni tipo di radiazione rivelata, sia essa elettromagnetica (gamma, X) o ionizzante (particelle cariche e ioni). Infatti, la grandezza più importante in uscita da un rivelatore è la carica depositata nel volume sensibile dalla radiazione, proporzionale all'energia di quest'ultima: questa carica si calcola mediante l'integrazione temporale della corrente indotta sugli elettrodi, facilmente misurabile grazie al teorema di Shockley-Ramo. Questo teorema è inoltre molto utile per calcolare i movimenti di carica nelle proteine.